# Gutenburg
Gutenburg es una localidad de la comuna de Madiswil. Situada en el centro del distrito de Aarwangen en el cantón de Berna. Limita al norte con la comuna de Lotzwil y al sur con Madiswil.

## Historia
Mencionada en 1277 como Goutenberg, el castillo medieval de los barones de Utzigen en el Turmhubel, fue el centro de una pequeña señoría. Tras numerosas disputas oponiendo los barones a la abadía de Sankt Urban (derechos sobre el agua), el castillo fue sitiado, aunque no destruido, por tropas de la ciudad de Soleuraen 1301. En los años 1360, el castillo y la señoría pasaron a manos de Peter von Thorberg y en 1370 a los señores de Grünenberg. Thüring de Aarburgo los recibe en herencia y los vende en 1431 a la ciudad de Burgdorf, que hizo administrar las tierras y la baja justicia por su bailío de Lotzwil. 
El pueblo dependía de la alta justicia de la jurisdicción kyburguesa de Murgeten  desde 1406 de la bailía bernesa de Wangen. En 1803, Gutenburg fue atribuida a la bailía de Aarwangen.
Burgdorf enajena una parte de los bosques señoriales y las comunas vecinas y se reservó el derecho a explotar el resto (serrería en 1747). Desde 1852/1853 Gutenburg y Lotzwil formuna una sola comuna escolar, sin embargo, las dos rechazaron en 1897 la fusión de las dos comunas, tan anhelada por el cantón. 
Las comunas de Gutenburg y Madiswil se fusionaron a principios de 2007 para formar la nueva comuna de Madiswil. Las asambleas generales de las dos comunas votaron la fusión de las comunas el 7 de junio de 2006. 
La localidad fue independiente hasta el 31 de diciembre de 2006.

## Geografía
Gutenburg se encuentra situada en pleno corazón del Oberaargau (Alta Argovia) en la meseta suiza. La localidad se encuentra en medio de las comunas de Madiswil y Lotzwil.
Con tan solo 600 m² de superficie, Gutenburg era la comuna más pequeña de todo el cantón de Berna.

## Economía
En 2001, la comuna de Gutenburg tenía solo doce puestos de trabajo. 78,5% de personas activas, trabajan en el exterior de la comuna. 